# フリースタイルモトクロス

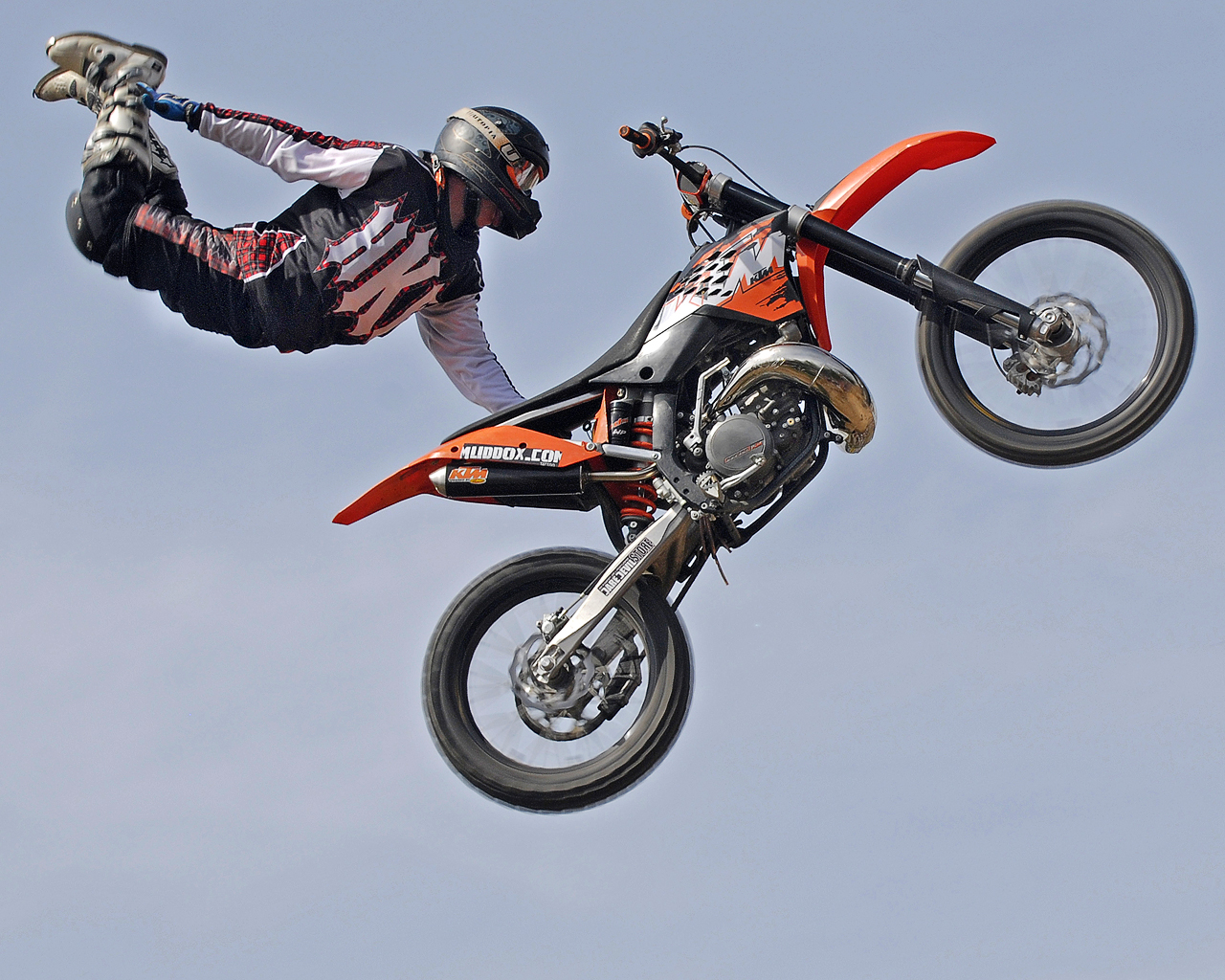
フリースタイルモトクロスにおけるトリックの一例（スーパーマン・シートグラブ）

フリースタイルモトクロス（Freestyle Motocross、略称：FMX）とは、モトクロスより派生したエクストリームスポーツのひとつである。

## 概要
モトクロスは、通常はダートコースを集団で走って順位を競うレース競技である。モトクロス用に作られたコースには通常いくつかのジャンプ台が設けられており、走行中にライダーが観客へアピールするためジャンプ中にハンドルから手を離したり、バイクを極端に寝かせたりすることは以前から行われていた。だが1990年代前半頃より、レース（速さ）ではなくジャンプでのトリック（アクション）の完成度を本格的に競う方向性が現れ、これをフリースタイルモトクロスと呼ぶようになった。
それまではジャンプ台は土が一般的だったが、形状を変えずに移動ができ、どこにでも比較的短時間で設置できるという利点から、「カタパルト」と呼ばれる金属製のジャンプ台（ランプともいう）を使うのが一般的になってきている。
フリースタイルモトクロスは目覚ましい技の進化をとげており、トラビス・パストラーナがダブル・バックフリップ（後方2回転宙返り）を完成させるなどしている。反面、技が高度になるに従って危険度も比例して上がっており、後遺症が残るような大怪我に見舞われたり、命を落とすライダーも少なくない。
海外においては、アメリカのエックスゲームズに代表されるように技の難易度を競う形で競技化され、レッドブルが主催するFMXの年間シリーズ戦（Red Bull X-Fighters）をはじめ、大小さまざまなイベントが存在する。

### 日本におけるFMX
日本では、アメリカにおいてFMXが始まった1990年代より情報としては入って来てはいたが、当時はまだライダーが個人的に楽しむ域を出ておらず、知る人ぞ知るスポーツであった。この状況に変化が生じたのは、モトクロスライダーの佐藤英吾がフリースタイル専門のモトクロスチーム「MX-VIRUS」を立ち上げてからである。佐藤は乗っているバイクのメーカーを問わずにFMXが好きなライダーを集めてチームを結成し、全国各地のイベントでデモンストレーションを行い、FMXの存在を世間一般にアピールした。それと並行して「MX-VIRUS」は海外のイベントにも積極的に参加。佐藤は2005年からRed Bull X-Fightersに毎年参戦し、2009年には最高位2位、年間ランキング3位の成績を残すなど長年日本のFMXシーンを牽引してきたが、2013年2月28日に練習中の事故で他界した。
また「MX-VIRUS」メンバーの東野貴行は、アメリカのFMXの第一人者であるブライアン・ディーガンに素質を見込まれて彼のチームに参加、アメリカに活動拠点を移している。その後東野は2010年、エックスゲームズ16のモトX・ベストトリックで銅メダルを、2012年にはモトX・フリースタイルで金メダルを獲得。さらに2013年6月、日本で初めて開催されたRed Bull X-Fighters大阪大会で優勝するなど、世界トップクラスのFMXライダーとして活躍している。
2013年現在、日本においてはまだ競技としてのFMXは定着しているとは言い難い。しかしパフォーマンスとしての人気は見た目の分かりやすさや派手で豪快なトリックなどから徐々に高まっており、イベントとしては全国各地で見る事ができる。

## FMXのバイク
モトクロスと同じモトクロッサーを用いるが、トリックを円滑・安全に行うために改造が施されている。
- 側面のサイドゼッケンプレートの上部に、トリックの際にシート部分を掴めるように穴を開けている。なお、FMXではゼッケン装着の義務がないため、フロント及びサイド部のゼッケンプレート装着の必要はないが、大抵の場合はスポンサーの広告用スペースとして残されている。
- フリップ系のトリックを行う場合は、ハンドルバーに装備したフリップバーと呼ばれる折りたたみ式のアシストバーを使用する。フリップ系トリックを行うときは、ハンドルバーから起こしてグリップ上部に位置させ、トリックを行った後に身体がバイクから離れた場合にはバーに下腕部を押し付け、そこを支点にして梃子の原理で体をバイクに戻す。
- 空中にいる時や着地時に不用意にハンドルを取られないよう、通常のモトクロッサーよりはるかに強力なステアリングダンパーを装備している。

現在、MXにおいては4ストロークエンジンを搭載するモトクロッサーが主流であるが、FMXでは4ストロークより車重が軽量でパワーのある2ストロークエンジン搭載車が現在も広く好まれている。

## 競技の内容
エックスゲームズに採用されている競技を一例として下記に示す。
フリースタイル
会場に大小さまざまな規模のジャンプ台などを設置し、それらを有効に使用して制限時間内にさまざまなトリックを行い、完成度を競う競技。BMXのパーク競技相当。スタジアム全体に土砂を大量に盛ってコースを作成するため、BMXのパーク競技と比較してコースの規模が大きい。Red Bull X-Fightersもこの形式。
ベストトリック
スーパーキッカーと呼ばれる特別製のジャンプ台を1台もしくは2台（角度が異なる）設置し、そのどちらかを使用して1回ジャンプを行い、トリックの完成度を競う。ジャンプの飛距離は最大30m、高さは10m以上に達する。最高難度のトリックや誰もやったことのないトリックが初めて披露されることが多い。
ステップアップ
垂直に近い急角度のジャンプ台を使用し、ジャンプ台の上部に設けられたバーを落とさずにジャンプでクリアし、その高さを競う。モトクロッサーに乗って行う走高跳ともいえる競技。
ベストウィップ
ベストトリックと同じジャンプ台を使用してジャンプを行うが、メイクするトリックはウィップのみで、ウィップの完成度を競う競技。フリースタイルやベストトリック同様の採点競技だが、この競技のみ観客がジャッジを行う。
スピード&スタイル
AMAスーパークロスのコースを小さくしたようなコースを用いて2人同時に出走、各所に設けられたジャンプでトリックをしながらゴールを目指す競技。ノックアウトトーナメント方式で争われる。トリックの出来もさることながら、いかに早くゴールできるかが勝敗を分ける重要な要素となる。

## 主なトリック

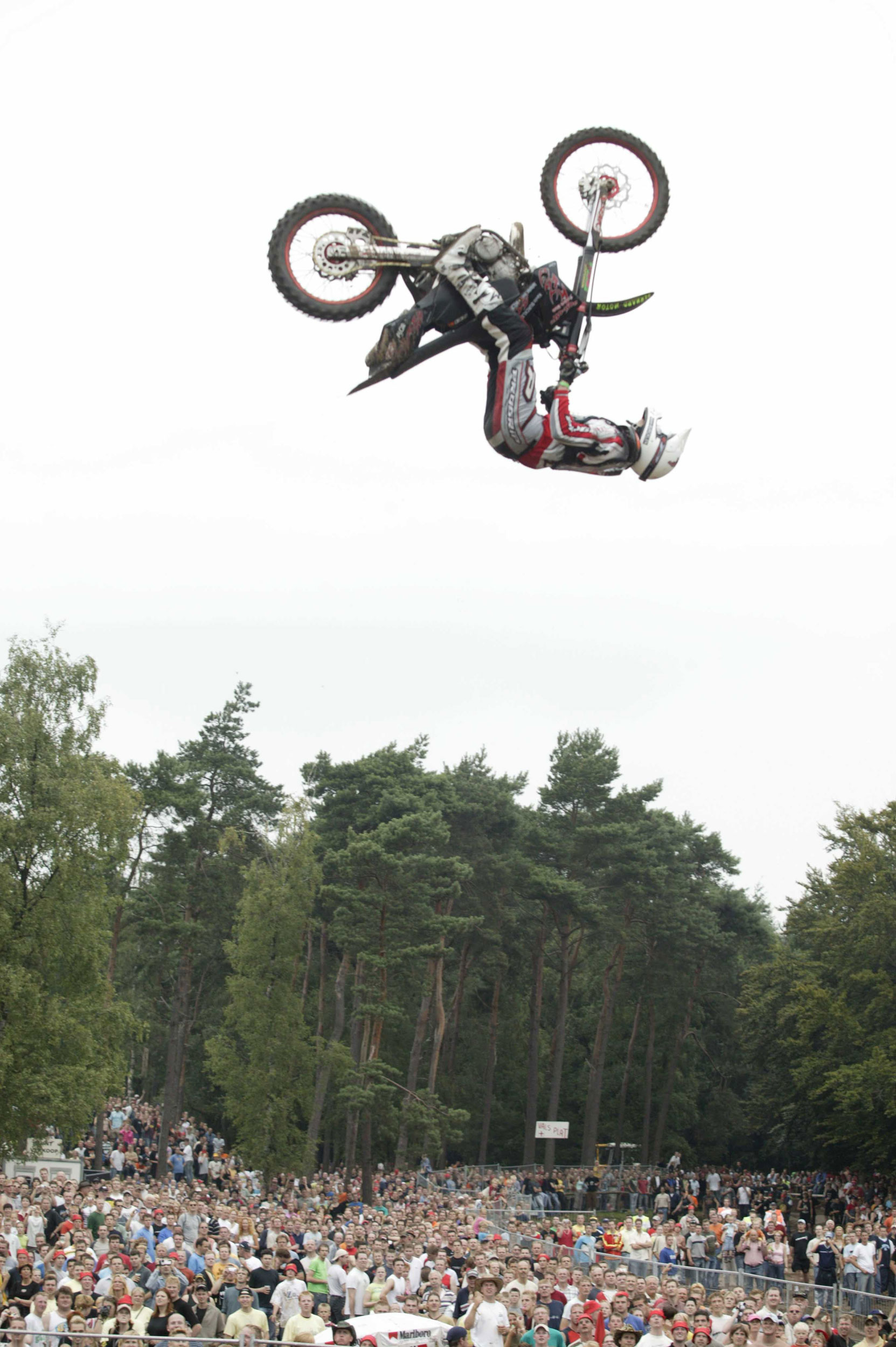
フリースタイルモトクロスにおけるトリックの一例（バックフリップ）

ジャンプ中に以下のトリックを組み合わせたり、1回のジャンプ中に連続して行ったりする。
ワンハンダー(one-hander)、ノーハンダー(no-hander)
ハンドルバーから片手（ワンハンダー）もしくは両手（ノーハンダー）を離す。離陸時に片手を離すとワンハンダーテイクオフとなり、そのまま着地すると、ワンハンダーランダー（ノーハンダーランダー）となる。
ノーフッター(no-footer)
バイクのステップから両足を外す。
ナッシング(nothing)
着座姿勢で、両手両足をバイクから完全に離す。
フェンダーグラブ(fender-grab)
バイクのフロントフェンダーを手で掴む。
シートグラブ(seat-grab)
バイクのシートを手で掴む。スーパーマンやインディアンエアなど、バイクの後方に体を投げ出すトリックと併用されることがほとんどである。
ウィップ(whip)
バイクを地面と水平に寝かせるジャンプ。その様からパンケーキとも呼ばれる。
スクラブ
ジャンプを低く飛ぶため、ジャンプの飛び出し時にマシンをねかして、サスペンションを抜く技。
ターンダウン(turn-down)
バイクを縦軸にひねるジャンプ。寝かせた状態から縦にひねる事が多いため、ウィップと混同される。
キャンキャン(can-can)
片足をステップから外し、もう片方の足の前方に差し出す。両足をステップから外してバイクの片側の側面に差し出すトリックもあり、こちらはキャンキャンノーフッターまたはダブルキャンキャンと呼ばれる。さらに足を大きく振り上げるとスーパーキャンとなる。
ペンデュラム(pendulum)
キャンキャンノーフッターを、連続して左右で行う技。
ナックナック(nac-nac)
キャンキャンとは逆に、ステップから外した足をもう片方の足の後方に差し出す。ネーミングもキャンキャンの逆さ読み。ジェレミー・マクグラスのシグネチャートリック（代名詞的な技)である。キャンキャンからナックナックへと繋ぐ（もしくはその逆）連続技もあり、こちらはキャンナックと呼ばれる。
キャンディバー(candy-bar)
ステップから外した足を、両腕の間を通してハンドルバーの上から差し出す。
スーパーマン(superman)
ジャンプ中、シート上にうつ伏せのような格好になる。ちょうどスーパーマンが空を飛ぶ格好に似ていることから名付けられた。
インディアンエア(indian-air)
スーパーマンから腰を90度捻り、足を前後（地面とは平行に）開く。
レイジーボーイ(lazyboy)
「怠け者」の意。スーパーマンとは逆に、ハンドルバーにつま先を引っ掛け、シート上に仰向けに寝そべる。トラビス・パストラーナのシグネチャートリックである。
デッドボディ(deadbody)
ハンドルバーを握ったままで、レイジーボーイと同様にバイク上で仰向けになる。レイジーボーイがシート状に寝そべるのに対して、ハンドルバーの上の空中に寝そべる形となる。
クリフハンガー(cliffhunger)
ハンドルバーに爪先を引っ掛け、ハンドル上で万歳をするような格好になる。腰が伸びるほど見栄えがよい。
バーホップ(bar-hop)
ハンドルバーを握ったままで、ハンドルバーの上にしゃがみこむ格好をする。
コルドバ(coldoba)
ハンドルバーを握ったままで、ハンドルバーに正座をするような格好をし、そのまま背を反らして海老反りになる。
ヒールクリッカー(heelclicker)
ハンドルバーを掴んだままで、両足を顔の前まで上げて両踵を合わせる。
ツナミ(tsunami)
ハンドルバーの上で倒立の形を取る。フロントフェンダーに頭部を近づけた状態で行うと、キッス・オブ・デスとなる。
ハートアタック(hartattack)
ケアリー・ハートのシグネチャートリックで、心臓発作(heartattack)とのダブルニーミング。ツナミの状態でワンハンド（もしくはツーハンド）シートグラブを行う。また、インディアンエアと組み合わせると、ヘリコプターとなる。
ロックソリッド(rocksolid)
スーパーマン・（ダブル）シートグラブの状態から両手をバイクより完全に離し、一瞬宙に浮く。
サイドワインダー(sidewinder))
バイクのどちらかの側で、バイクから完全に離れた状態で、空中を走る動作をする。
バックフリップ(backflip)
後方宙返り。バイクでは実現不可能なトリックと長年言われてきたが、難易度・危険度は相変わらず高いものの、現在ではポピュラーなトリックとなった。宙返り中に他のトリックを組み合わせる事が現在の主流である。
ダブルバックフリップ(double-backflip)
後方2回宙返り。2006年のエックスゲームズ12にてトラビス・パストラーナが初めて成功させた。現在、最も難易度の高いトリックのひとつ。
360(three-sixty)
横方向へバイクを1回転させる。2004年にブライアン・ディーガンが初めて成功させた。そのため、彼のチーム名であるメタル・マリーシャの名を取って「マリーシャ・ツイスト」とも呼ばれる。BMXでは比較的ポピュラーなトリックであるが、重量のあるバイクで行うのは至難の業で、最も難易度の高いトリックのひとつである。
フロントフリップ(frontflip)
前方宙返り。2008年のエックスゲームズ14のベストトリックでジム・デチャンプが初めて挑戦した。練習では成功させていたが本番では着地に失敗し負傷。その後もパリス・ローゼンが挑戦したが失敗してクラッシュ。2011年にマーク・モネアが初となる成功者となった。
ボルト（volt）
バイクはそのままで人間だけが横方向に360°回転してマシンに戻る技。バイクは回転せず人間だけが回る技をボディーバリアルと呼ぶ。2007年のベストトリックにてカイル・ローザが成功させ、金メダルとなった。
エレクトリックドゥーム
バイクはそのままで人間だけが後方宙返りをしてマシンに戻るボディーバリアル系の技。2008年のベストトリックにてカイル・ローザが成功させ、金メダルとなった。
スペシャルフリップ
バイクはそのままで人間だけがシート上で後方宙返りを決める技。トーマス・パジェスのシグネイチャートリックだが、現在では東野貴行（技名は"カリフォルニアロール"）など使用する選手が出てきている。